# Итальянское протестное движение «Форкони» (2013)
Итальянское движение протеста получило широкую известность в ноябре-декабре 2013 года в разных частях страны. В итальянской прессе оно получило название movimento dei forconi, в буквальном переводе — «движение вил», поскольку на Сицилии крестьяне выходили на акции протеста с вилами и граблями в руках.

## История
Движение набрало силу и попало на первые полосы национальных газет в 2013 году, однако понятие «движение форкони» используется прессой с конца 2011 года в связи с аграрными протестами на Сицилии. У движения отсутствует чёткая организационная структура, партийная ориентация и официальное руководство, основными формами протеста являются демонстрации, блокирование дорог, забастовки; среди участников — крестьяне, рабочие, студенты, мелкие предприниматели. Неформальными лидерами являются президент союза мелких предпринимателей Liberi imprenditori federalisti europei Лучио Кьявегато (Lucio Chiavegato) — координатор на севере Италии, национальный секретарь движения водителей грузовиков Movimento autonomo degli autotrasportatori Аугусто Дзакарделли (Augusto Zaccardelli) — руководитель на юге Италии, и сицилиец Мариано Ферро (Mariano Ferro) — основоположник движения, лидер на Сицилии.
В основе движения лежит протест против высоких налогов, бюрократизма, традиционных политических партий, Европейского союза, евро, единой сельскохозяйственной политики Евросоюза и глобализации. Целями протестующих являются низложение правительства Энрико Летта, отставка президента Джорджо Наполитано и роспуск Итальянского парламента. Некоторые требуют формирования военного правительства для вывода страны из еврозоны. Один из лидеров протеста, Лучио Кьявегата, следующим образом описал ситуацию, подвигнувшую людей к активным действиям:

Персональные автомобили для всех, неограниченные привилегии, Equitalia (агентство по сбору налогов) — организатор массовых самоубийств, разорившиеся семьи, епископы и кардиналы, которые дают политические указания, воры цыгане — под защитой государственных субсидий, незаконные иммигранты, живущие за наш счёт, политики, избавленные от необходимости делать покупки, граждане, оставленные в одиночестве перед лицом воров и налётчиков, женщины, насилуемые людьми, которых не должно быть на свете.
Оригинальный текст (итал.) Autoblu per tutti, privilegi a volontà, Equitalia mandante di suicidi di massa, famiglie che vanno al disastro, vescovi e cardinali che danno direttive politiche, zingari ladri difesi dalle alte cariche di stato, extracomunitari clandestini mantenuti a nostre spese, politici scortati a fare la spesa, cittadini lasciati soli contro i ladri e violenti e donne violentate da persone che non dovrebbero esserci. 
— Massimo Solani. Neofascisti e ultrà con il popolo della rabbia (итал.). Unita.it (10 декабря 2013). Дата обращения: 9 января 2014. Архивировано из оригинала 14 декабря 2013 года.
9 декабря 2013 года состоялась одна из наиболее массовых акций, охватившая всю страну: пикетировались муниципальные учреждения, были заблокированы автострады, а в Милане, Турине, Венеции, Бари и Палермо протестующие заняли железнодорожные вокзалы; произошли стычки с полицией. Беппе Грилло обратился к полиции с призывом не защищать политиков и отверг предложение сотрудничества, поступившее от нового лидера Демократической партии Маттео Ренци. Был сформирован «Комитет 9 декабря», включивший представителей разных групп антиглобалистской, экологической и гражданской направленности, что позволило говорить о «Движении 9 декабря». Появились и новые лидеры: глава сельскохозяйственной ассоциации региона Лацио Данило Кальвани (Danilo Calvani) в Риме и Андреа Дзунино (Andrea Zunino) в Турине. Кальвани организовал 18 декабря 1922 года «марш на Рим» с участием порядка 3000 человек, от которого дистанцировались многие лидеры «форкони» ввиду очевидной аллюзии с акцией фашистов в 1922 году.
Крайне левая организация Интернационалистическая коммунистическая тенденция (Tendenza Comunista Internazionalista) отрицает пролетарскую и революционную природу движения, ввиду его надклассового характера и значительного участия представителей мелкой буржуазии, оказавшихся из-за экономического кризиса в тяжёлом материальном положении; методы протеста остаются законными, отсутствуют требования отказа от капиталистических ценностей.
28 августа 2014 года приложение к интернет-изданию la Repubblica «L’Espresso» опубликовало статью об итогах движения: констатировав факт прекращения протестов «форкони» авторы собрали материалы о катастрофических провалах ряда представителей движения на выборах (например, Данило Кальвани и Мариано Ферро) и рассказали об арестах ряда его лидеров по подозрению в совершении уголовно наказуемых деяний. В частности, Давиде Маннара арестован в Лигурии за контрабанду кокаина, Лучио Кьявегато отбыл некоторое время под арестом по подозрению в причастности к вооружённой группе сепаратистов Венето.